# Prestação pecuniária
Em Direito penal, a prestação pecuniária é uma forma de pena alternativa à pena de restrição de liberdade.
Diferentemente da pena de multa, onde o valor em dinheiro é transferido para o governo, na prestação pecuniária, o valor é transferido para a vítima, seus dependentes, ou uma organização de caráter social.
A prestação pecuniária é descrita no artigo 45 do Código Penal Brasileiro.